# Neustadt an der Donau
Neustadt an der Donau este un oraș din landul Bavaria, Germania.
Se află lângă Dunărea, la o altitudine de 354 m deasupra nivelului mării. Are o suprafață de 93,49 km² și 93,55 km². Populația este de 14.409 locuitori, determinată în 30 septembrie 2019, prin actualizare statistică[*].
În satul aparținător Eining de lângă Dunăre se găsește castrul roman Abusina.